# Guillaume de Bagnols
Guillaume de Bagnols (ou Guillaume de Balneolis) fut le sénéchal de l'Agenais et du Quercy de 1255 à 1262 pour Alphonse de Poitiers.
Il fut à l'origine de l'édification de plusieurs bastides dans le sud-ouest de la France : Montréal (1255), Monflanquin (1256), Castillonnès (1260), Villefranche-du-Périgord (1261), etc.